# Juan Cruz Randazzo
Juan Cruz Randazzo (Luján, Buenos Aires, Argentina, 11 de octubre de 1994) es un futbolista argentino. Juega como defensa y su equipo actual es Deportivo Riestra, de la Primera División de Argentina.

## Clubes
Actualizado al último partido disputado el 1 de diciembre de 2024.
| Club              | País          | Año           | Partidos | Goles |
| ----------------- | ------------- | ------------- | -------- | ----- |
| Arsenal           | Argentina     | 2014          | 0        | 0     |
| Flandria          | Argentina     | 2015-2020     | 22       | 0     |
| Estudiantes       | Argentina     | 2020-2022     | 52       | 5     |
| UTC               | Perú          | 2023          | 11       | 2     |
| Mushuc Runa       | Ecuador       | 2024          | 31       | 1     |
| Deportivo Riestra | Argentina     | 2025-Act.     |          |       |
| Total carrera     | Total carrera | Total carrera | 116      | 8     |